# Langobardski limes
Langobardski limes je bil limes (fortifikacijski sistem), ki je bil zgrajen v času zatona Rimskega imperija na ozemlju današnje Slovenije in Italije.
Nastanek tega limesa ni natančno znan, vsaj del pa naj bi nastal po končanih bizantinsko-gotskih vojnah, ko je Bizanc na čelu s cesarjem Justinjanom po letu 555 ponovno zavladal severovzhodni Italiji, med drugim tudi Benečiji in Istri. Meja naj bi takrat potekala od Snežnika do Nanosa, preko tržaškega Krasa, Solkana (Castrum Siliganum) mimo Čedada (Forum Julii) in naprej proti severu do prehodov prek Julijskih in Karnijskih Alp. Po veliki selitvi Langobardov na čelu s kraljem Alboinom 1. aprila 568 iz Panonije v Italijo so prazno območje med Panonijo in mejo Italije pričeli poseljevati Slovani in Obri. Langobardi so obrambne naprave prevzeli od Bizantincev in jih kot drugod ob mejah svoje države zgradili proti Slovanom in Obrom. Meja, urejena na vojaški način, je obstajala iz sistema utrjenih gradov, gradišč in sotesk. Po velikem navalu Slovanov in Obrov 611 se je južna meja premaknila do skrajnih mej Alp in Krasa s Furlansko ravnino. Zapori lahko danes sledimo od sotesk pri Pušji vasi in Huminu na severu, preko Rtina (Artegna) in Nem do Čedada. V južnem delu so utrjeni kraji Ipplis, Krmin, verjetno Solkan, Fara ob Soči in tik ob tržaškem zalivu grad Potium ali Pucinum pri Devinu. 
V 7. in 8. stoletju je zapora zaustavila kolonizacijski val Slovanov in ostala v glavnem nespremenjena do današnjih dni. S tem je potek limesa narekoval narodnostno mejo, ki se je do danes bolj malo spremenila. 
O samem limesu je pisal že langobardski zgodovinar Pavel Diakon.